# Xavier Dorison
Xavier Dorison, (Parijs, 8 oktober 1972) is een Frans schrijver van stripverhalen en filmscenario's.

## Biografie
Xavier volgde na de middelbare school een commerciële opleiding. In 1997 debuteerde hij als tekstschrijver met de serie Het derde Testament, dat meteen succesvol was. Daarna volgde in 2000 de Profeet voor tekenaar Mathieu Lauffray, gevolgd door Heiligdom  voor tekenaar Christophe Bec en W.E.S.T. voor Christian Rossi, met als co-scenarist Nury.
In 2006 schreef hij het scenario voor de film Les Brigades du Tigre. In 2007 begon hij een nieuwe stripreeks, Long John Silver, met Mathieu Lauffray als tekenaar en coscenarist.
Sinds 2009 doceert hij ook het schrijven van scripts aan de Émile Cohl School in Lyon en fungeert als scriptdoctor bij een groot aantal films.
In augustus 2014 werd bekend dat hij de scenario's van Thorgal ging overnemen van scenarist Yves Sente en het vervolg van de hoofdreeks voor zijn rekening neemt en de spin-off Kriss van Valnor.
Sinds 2014 is hij ook de schrijver van de westernstrip Undertaker met als tekenaar Ralph Meyer, na een eerste samenwerking met de vikingstrip in twee delen, Asgard.

## Werkwijze
Dorison maakt soms gebruik van de DSM IV, een lijst van psychiatrische aandoeningen, om zijn personages vorm te geven. Naar eigen zeggen heeft hij een voorliefde voor zijn iets oudere personages, zoals Morton Chapel (W.E.S.T) en Conrad de Marbourg (Het derde Testament). De clash tussen generaties, bovennatuurlijke wezens en berouw en verlossing zijn vaste thema's in zijn scenario's.